# Café marron
Café marron (Ramosmania rodriguesii), übersetzt „brauner Kaffe“, englisch wild coffee, ist eine auf der Maskarenen-Insel Rodrigues endemische Pflanze aus der nur zwei Arten umfassenden Gattung Ramosmania der Rötegewächse, die vor ihrer erfolgreichen Vermehrung mit nur einem Exemplar als eine der seltensten Pflanzen der Welt galt. Dieses Exemplar wurde im Jahr 1980 entdeckt, davor galt die Art als ausgestorben.

## Beschreibung
Ramosmania rodriguesii ist ein ein bis zwei Meter hoher, immergrüner Strauch. Die glänzenden, grünen Blätter sind ganzrandig, gegenständig, unbehaart und kurz gestielt. Das Aussehen der jungen und der älteren Pflanzen unterscheidet sich deutlich. Die juvenilen Formen haben einen einzelnen, unverzweigten Stamm. Ihre Blätter sind lanzettlich, 300 und mehr Millimeter lang, 8–22 mm breit und bilden einen Trichter. Sobald die Pflanzen eine Höhe von ca. 1–1,5 m erreicht haben, beginnen sie sich zu verzweigen, und die Blätter verändern Form und Farbe. Während die älteren Blätter elliptisch gerundet und dunkelgrün, gelegentlich auch bronzefarben gefleckt sind, sind die jungen Blätter rötlich gefärbt und mit dunkelbraunen, roten und weißlichen Flecken übersät. Die Art ist heterophyll, das heißt, dass Juvenil- und Adultblätter an ein und derselben Pflanze vorkommen können. Im unteren Bereich der Pflanzen wachsen dann Juvenilblätter, während sich die Adultblätter im oberen Bereich der Pflanze finden. Dies ist auch bei mehreren anderen Pflanzenarten auf Rodrigues und Mauritius zu beobachten und dient wohl als Fraßschutz, vor allem vor den ausgerotteten Riesenschildkröten, die sich bis auf eine Höhe von ungefähr 1,60 m strecken konnten, und dem ebenfalls ausgerotteten Solitär. Die dunkle Färbung macht die Blätter möglicherweise für die Schildkröten weniger attraktiv. Bei anderen Pflanzen produzieren die rötlichen Juvenilblätter zusätzlich Bitterstoffe.
Die fünfblättrigen Blüten sind weiß.
Die viereckigen Früchte sind länglich, 2,5 bis 3 cm groß und enthalten durchschnittlich 80 kleine, quaderförmige Samen.

## Erstbeschreibung
1879 veröffentlichte Isaac Balfour eine umfangreiche Beschreibung der Flora von Rodrigues, die er im Rahmen einer Expedition zur Beobachtung des Venusdurchgangs 1874 untersucht hatte. Er vermutete, dass die mit Cafe marron bezeichneten und von ihm als Randia heterophylla beschriebenen Pflanzen zwei Arten zugeordnet werden sollten. Diese Vermutung konnte er aber aufgrund der wenigen Exemplare nicht hinreichend belegen. Er schrieb bereits, dass die Art äußerst selten ist und nur an den entlegensten Orten der Insel gefunden werden kann. Im Zuge der Einführung invasiver Arten und der mehr oder weniger kompletten Überformung der Inselvegetation galt die Art in der Folge als ausgestorben.
Nach der Wiederentdeckung richtete D. D. Tivergandum 1982 die neue Gattung Ramosmania mit der Art R. heterophyllum ein und ordnete das verbliebene Exemplar 1989 der Art Ramosmania rodriguesii zu.

## Wiederentdeckung und erfolgreiche Vermehrung
Im Jahr 1980 gab Raymond A-Keeh, Lehrer auf Rodrigues, seinen Schülern die Aufgabe, Pflanzenproben mit in die Schule zu bringen. Einer der Schüler brachte den Zweig eines Strauches mit, der keiner Art zugeordnet werden konnte. Tivergandum ordnete das Exemplar 1982 dem von Isaac Balfour 1879 beschriebenen Café marron zu, der als ausgestorben galt. Trotz intensiver Suche konnten in der Folge keine weiteren Exemplare gefunden werden. Das verbliebene Exemplar bildete keine Früchte und wurde ständig beschädigt, so dass nach und nach drei konzentrische Zäune darum errichtet wurden, um Vandalismus zu verhindern.
Zur Erhaltung der Art wurden Stecklinge entnommen, von denen einige in den Kew Gardens erfolgreich Wurzeln ausbildeten. Die Klone wuchsen, konnten durch Stecklinge auch weiter vermehrt werden und blühten regelmäßig, bildeten aber keine Früchte. Die Pflanzen entwickelten nur funktionsfähige Staubblätter, die auch Pollen produzierten, aber keine funktionsfähige Narbe, so dass eine Selbstbefruchtung ausgeschlossen ist. Es bestand die Vermutung, dass das letzte Exemplar nur männliche Blüten bildet und die Art daher keine Samen mehr bilden kann. Die Art wurde daher zu den „Lebenden Toten“ gezählt, zu Arten, die ohne dauerhaften Einfluss des Menschen nicht mehr überleben können.
Carlos Magdalena überwand 2003, nach über 20 Jahren, den Selbstbefruchtungsschutz, indem er die Spitze der Narbe abschnitt und Pollen direkt auf die Wunde aufbrachte. Aus den so befruchteten Blüten entwickelten sich einige wenige Samen, die auch keimten, eine Kultur schlug aber fehl.
Die Untersuchung der Umweltbedingungen zeigte, dass die Pflanzen in den Wochen vor der Fruchtbildung hohen Temperaturen und hoher Sonneneinstrahlung ausgesetzt waren. Pflanzen, die in Kew diesen Bedingungen ausgesetzt waren, bildeten längere Griffel, insbesondere gegen Ende des Blühzyklus. Der Pollen wurde dann mehr als 300 Mal von kürzlich geöffneten Blüten auf die Narben älterer solcher Blüten übertragen, was tatsächlich zur Entwicklung einiger Früchte führte, die jeweils ein bis zehn Samen enthielten. Dreieinhalb Jahre nach der Keimung der ersten Setzlinge begannen die neuen Klone zu blühen.
Die Setzlinge entwickelten sich zu zwei deutlich unterschiedlichen Pflanzentypen. Einige blühten kräftig und hatten Blüten, die mit denen des selbstbestäubten Elternteils identisch waren, und produzierten Pollen, bildeten aber keine Früchte. Wichtiger war jedoch, dass andere nur wenige Blüten bildeten, denen wiederum der Pollen fehlte, die aber längere Griffel hatten, und die Früchte ausbildeten. Diese Früchte enthielten durchschnittlich 80 Samen.
So konnten bis 2010 über 1000 Samen gewonnen werden, von denen einige Hundert nach Rodrigues überführt und dort angepflanzt wurden und mittlerweile ebenfalls Blüten bildeten.

## Bestäubung und Vermehrung
Die Pflanzen werden von Motten bestäubt, während Rodrigues-Flughunde die Samen verbreiten.

## Bedrohungen
Die größten Bedrohungen für die Art sind die illegale Entnahme von Pflanzen oder Pflanzenteilen als Heilmittel, Beweidung, Schädlinge und der Verlust des Lebensraums. R. rodriguesi wird vor allem von Riesenschildkröten gefressen, die die tief hängenden Blätter abweiden. Die ursprünglich auf Rodrigues vorkommenden Riesenschildkröten, die eine wichtige Rolle im Ökosystem der Insel spielten, wurden zwar ausgerottet, stattdessen wurden Aldabra-Riesenschildkröten eingeführt, die sich erfolgreich vermehren. Ziegen fressen die Blätter ebenfalls und der früher auf Rodrigues vorkommende Dodo-Verwandte, der Rodrigues-Solitär, ernährte sich unter anderem von den Früchten.

## Heilmittel
Auch wenn Balfour noch schreibt, dass die Pflanze aufgrund ihrer Seltenheit nicht genutzt wurde, wird R. rodriguesi nachgesagt, dass es Geschlechtskrankheiten und Leberbeschwerden heilen könnte und vor allem gegen einen Kater wirksam wäre. Daher rührt auch der Name café marron.

## Sonstiges
Im vorletzten Kapitel seines Buches Die letzten ihrer Art macht sich Douglas Adams Gedanken zur Situation des damals letzten, dreifach eingezäunten Exemplars. Es wird darin fälschlich mit Ramus mania bezeichnet, in der deutschen Übersetzung auch als wilder Kaffee. 